# Metud
Rybník Metud  je rybník o rozloze vodní plochy 7,43 ha nalézající se na Dubnickém potoce asi 0,5 km severovýchodně od centra města Stráž pod Ralskem v okrese Česká Lípa. 
Rybník využívá místní organizace Českého rybářského svazu pro sportovní rybolov.

## Galerie

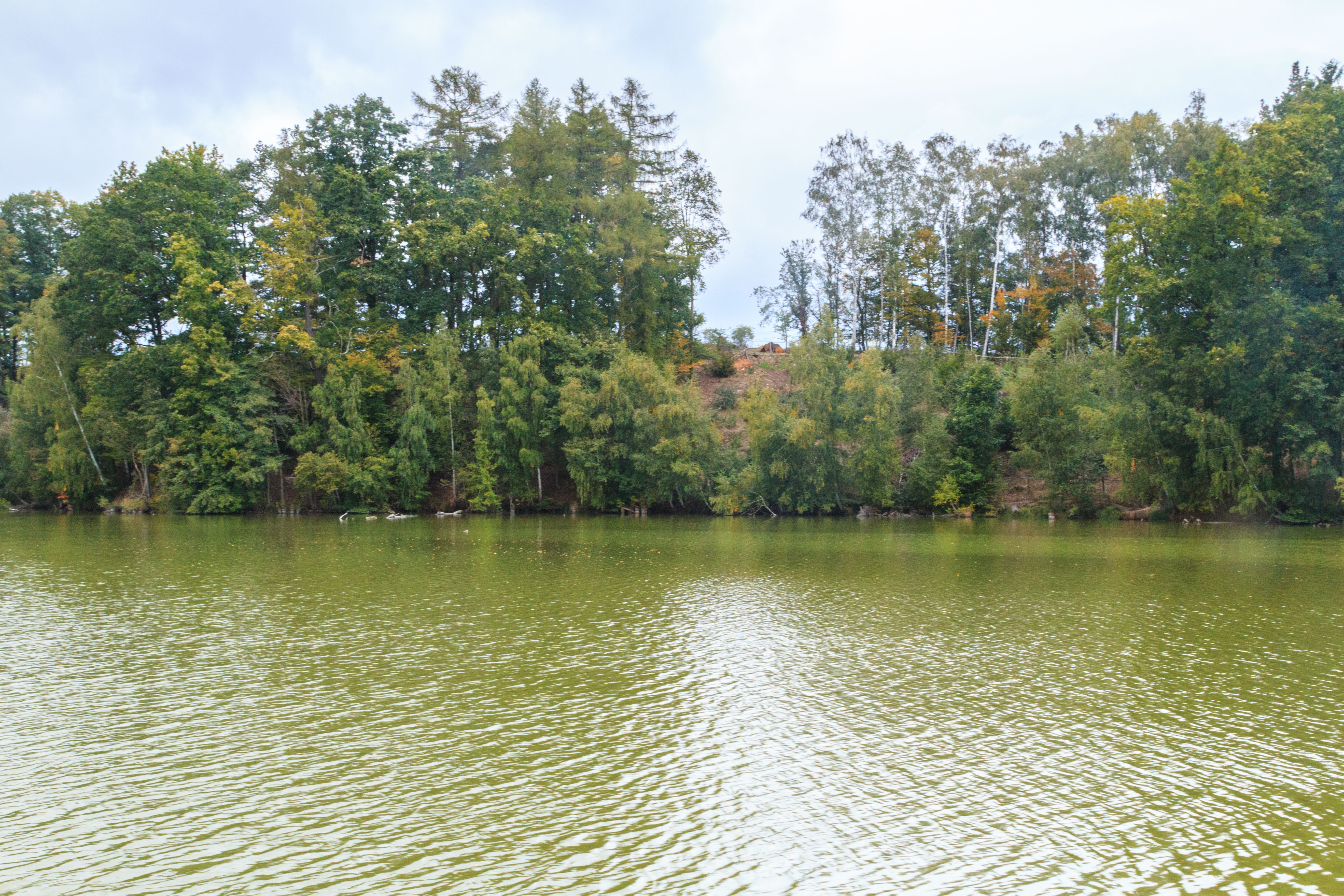
pohled na rybník Metud
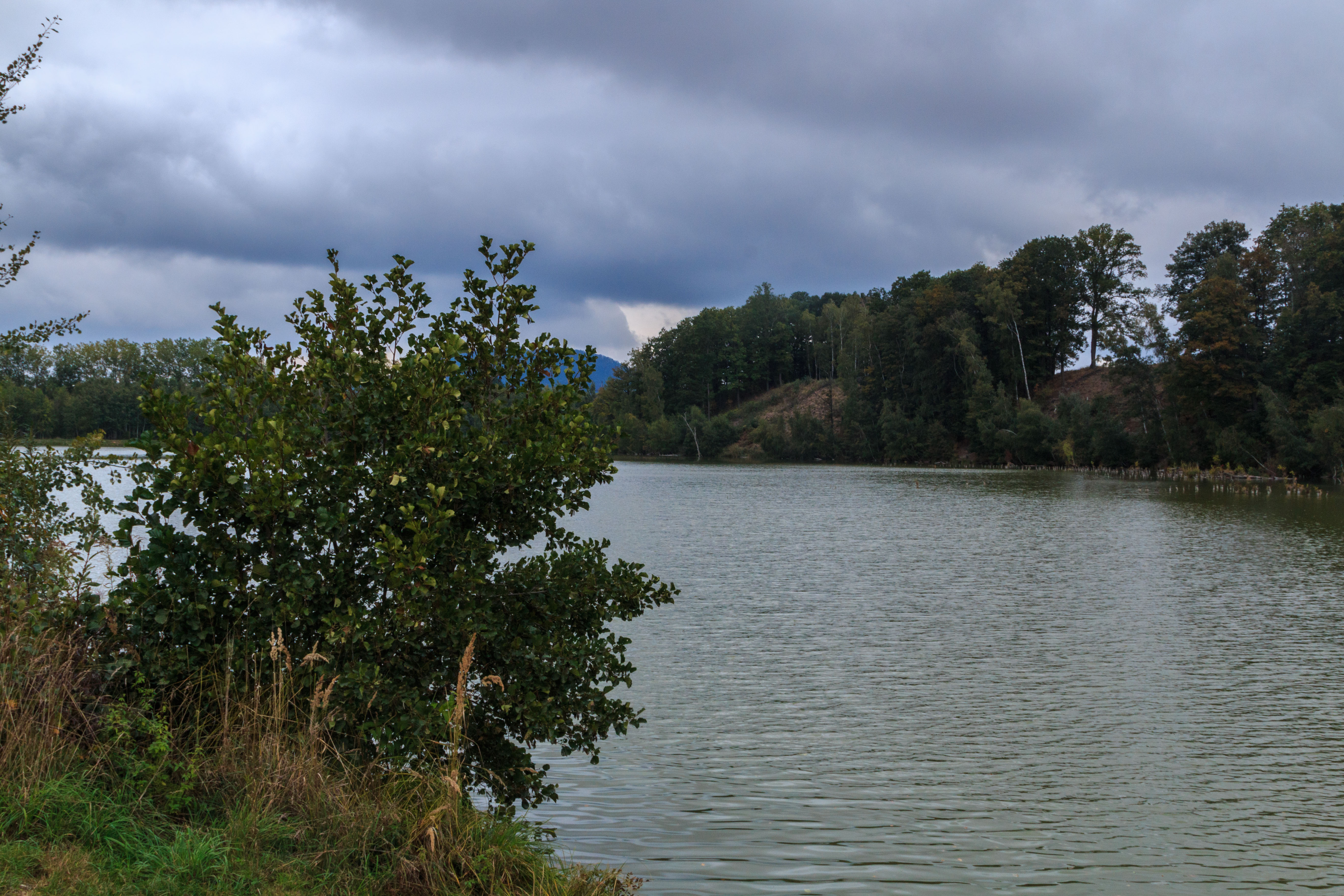
pohled na rybník Metud
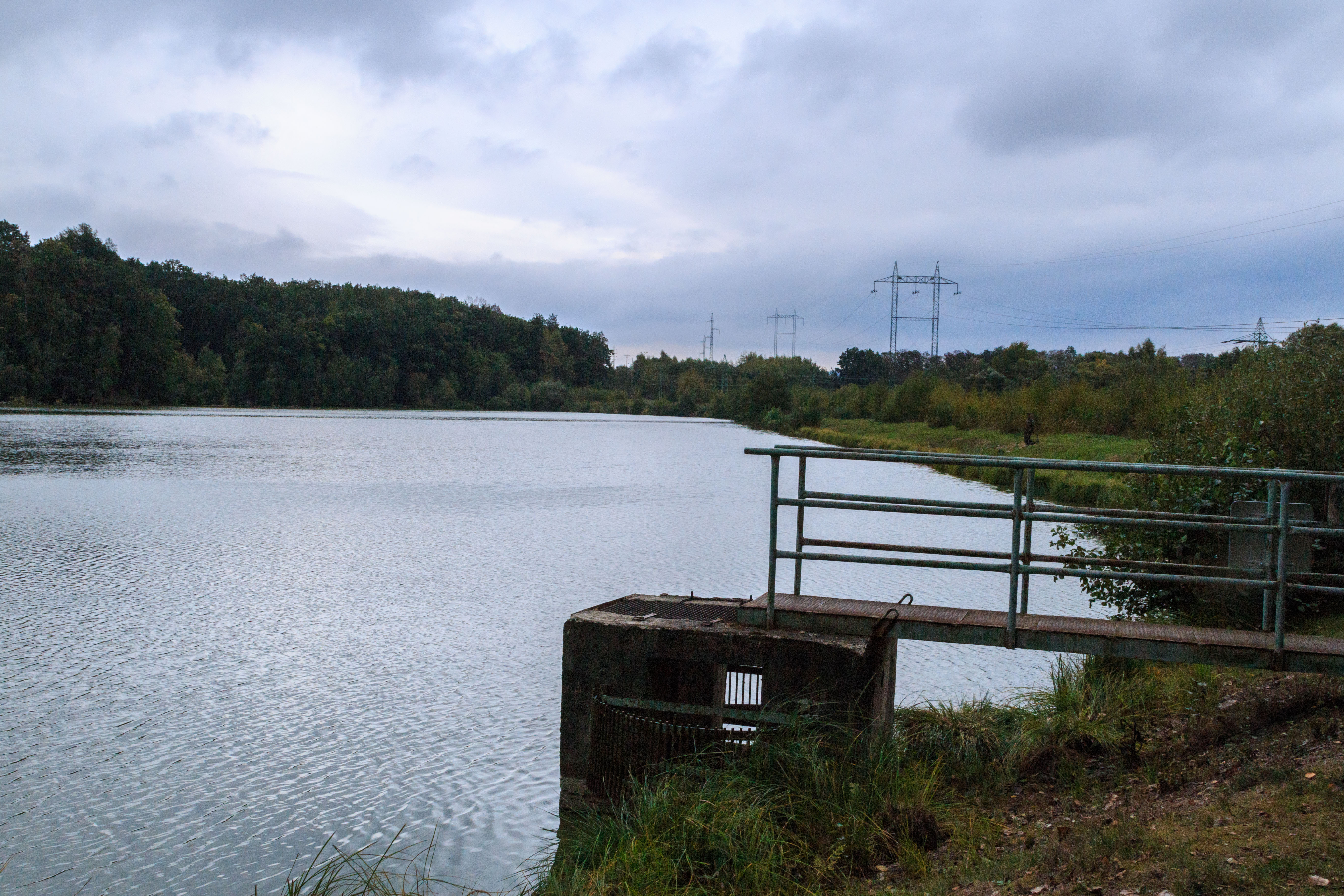
pohled na rybník Metud
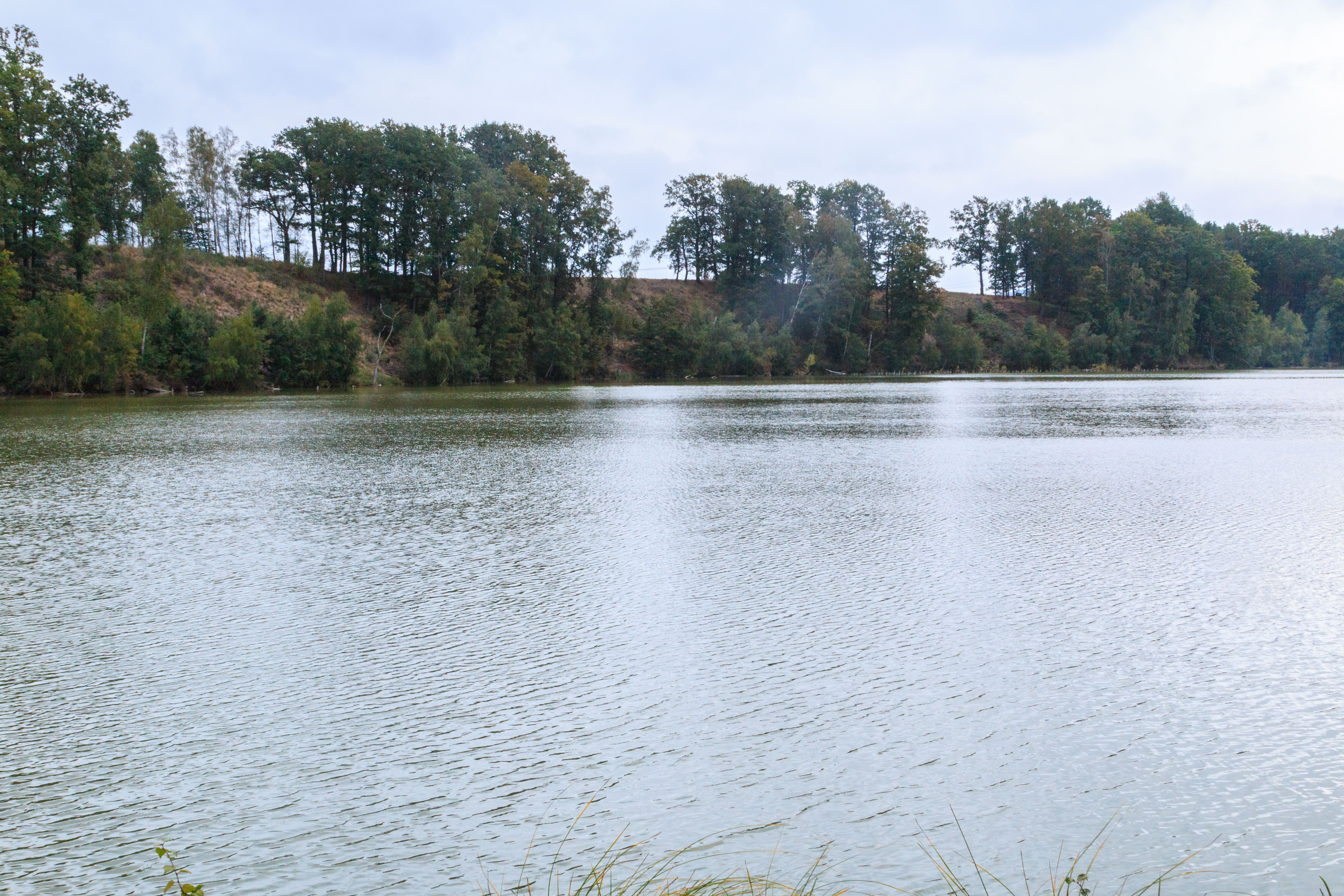
pohled na rybník Metud